# Provincia de Flevolanda
Flevolanda (en neerlandés: Flevoland) es una de las doce provincias que conforman el Reino de los Países Bajos. Al igual que las demás provincias, está gobernada por un comisionado o comisario designado por el monarca y una cámara legislativa elegida mediante sufragio universal. La capital es Lelystad y la ciudad principal, Almere.
Flevoland se compone casi toda de pólderes. Por eso es la provincia más joven de los Países Bajos: fue fundada en 1986. Con excepción de las antiguas islas de Urk y Schokland, Flevoland fue creada artificialmente, mediante desecación de tierras ganadas al mar, entre 1940 y 1968. Limita con las provincias de Frisia y Overijssel y está conectada con Güeldres, Utrecht y Holanda Septentrional mediante puentes y diques.

## Historia
Después de una inundación en 1916, se decidió encerrar el Zuiderzee, un mar interior dentro de los Países Bajos. En 1932 se completó el Afsluitdijk, que cerró el mar por completo. El Zuiderzee se dividió posteriormente en IJsselmeer (lago al final del río IJssel) y Markermeer, que en sí mismo estaba planeado para ser drenado en su mayoría para hacer el Markerwaard. Sin embargo, por razones económicas, el Markerwaard nunca se adelantó.
La primera parte del nuevo lago que se recuperó fue el Noordoostpolder (pólder del noreste) en 1942. Esta nueva tierra incluía las antiguas islas de Urk y Schokland y estaba incluida en la provincia de Overijssel. Después de esto, se recuperaron otras partes: la parte sudoriental en 1957 y la parte sudoeste en 1968. Se produjo un cambio importante en estos proyectos de posguerra de la recuperación anterior de Noordoostpolder: se conservó un estrecho cuerpo de agua a lo largo de la antigua costa para estabilizar la capa freática. y para evitar que las ciudades costeras pierdan su acceso al mar. Así, el Flevopolder se convirtió en una isla artificial unida al continente por puentes. Las municipalidades de las tres partes votaron para convertirse en una provincia separada, lo que sucedió en 1986.

## Municipios
Flevoland está formada por 6 municipios:
|  | 1. Almere 2. Dronten 3. Lelystad 4. Noordoostpolder 5. Urk 6. Zeewolde |

## Geografía
Con un área correspondiente al 4,2 % de la superficie total de los Países Bajos, Flevoland es una de las provincias más pequeñas del país.

## Demografía
En 2018 Flevoland tenía 411 670 habitantes (Eurostat, 2019).

## Cultura

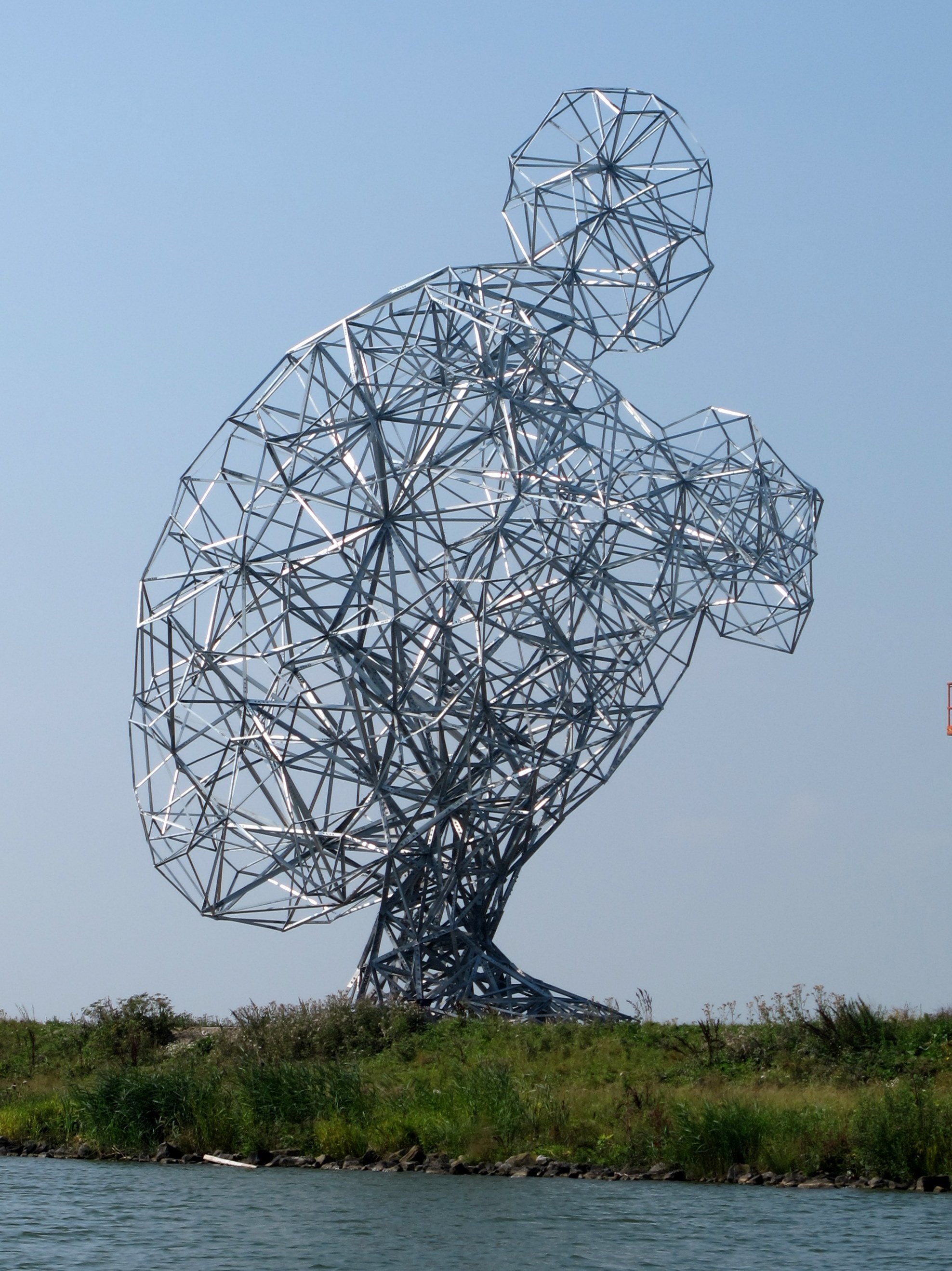
Exposure, obra des escultor Antony Gormley en Houtribdijk.

.